# نهائي كأس روسيا لكرة القدم 2005
نهائي كأس روسيا لكرة القدم 2005 هي المباراة النهائية من منافسة كأس روسيا لكرة القدم 2004–05 ‏، أقيمت المباراة في 2005، في ملعب لوكوموتيف، بين فريقي نادي سيسكا موسكو، ونادي خيمكي، وفاز فيها نادي سيسكا موسكو، بعد أن هزم نادي خيمكي، بنتيجة 1 - 0.

## تفاصيل المباراة
لعبت المباراة النهائية في 2005.
| نادي سيسكا موسكو | 1 -0 | نادي خيمكي |
| ---------------- | ---- | ---------- |
|                  |      |            |